# أنطونيا فرازير
أنطونيا فرازير (بالإنجليزية: Antonia Fraser)‏ (27 أغسطس 1932 في لندن - ) مؤرخة، وكاتِبة، وروائية، وكاتبة سير من المملكة المتحدة.

## الجوائز
- نيشان الإمبراطورية البريطانية من رتبة قائدة
- الجائزة التذكارية لجيمس تايت بلاك [الإنجليزية]‏
- CWA Gold Dagger for Non-Fiction [الإنجليزية]‏
- جائزة سانت لويس الأدبية  [لغات أخرى]‏
- جائزة ولفسون التاريخية
- زميل في الجمعية الملكية للأدب

## روابط خارجية
- أنطونيا فرازير على موقع IMDb (الإنجليزية)
- أنطونيا فرازير على موقع ميوزك برينز (الإنجليزية)
- أنطونيا فرازير على موقع ديسكوغز (الإنجليزية)
- أنطونيا فرازير على موقع قاعدة بيانات الفيلم (الإنجليزية)